# Reformovaná církev v Rakousku
Reformovaná církev v Rakousku, německy Evangelische Kirche H.B. in Österreich, je křesťanská denominace v Rakousku. Vychází z evangelické církve, která se v Rakouské monarchii ustavila po tolerančním patentu v roce 1781. V 16. století byly dvě třetiny rakouského obyvatelstva evangelické, pak ale nastala protireformace a evangelické bohoslužby byly omezeny nebo zakázány. Někteří protestanti si svou víru udrželi v horách v Korutanech a v Horních Rakousích až do tolerance, v roce 1861 pak pro evangelíky přišla plná náboženská svoboda.
Teologicky se církev řadí k reformovaným církvím, výraznou autoritou jsou tak Ulrich Zwingli a Jan Kalvín. Úzce spolupracuje s luterskou evangelickou církví v Rakousku. Církev uznává Heidelberský katechismus, druhé helvetské vyznání, apoštolské vyznání a Nicejsko-konstantinopolské vyznání. Ordinuje ženy a žehná svazkům stejného pohlaví.
Církev má devět sborů a celkem 13 590 členů. Tři sbory jsou ve Vídni, po jednom sboru má církev v Linci a Oberwartu a čtyři sbory jsou na západě Rakouska u Bodamského jezera u hranic se Švýcarskem.
Církev je členem World Communion of Reformed Churches.